# Leovigildo Viruta
Leovigildo Viruta es una serie de historietas creada por Miguel Bernet, alias Jorge, para el semanario "Pulgarcito" en 1947.

## Trayectoria editorial
Bruguera lanzó varios álbumes monográfico sobre la serie:
- 1949 Leovilgido Viruta (Magos del Lápiz);
- 1951 Leovigildo Viruta: Un tipo pesado (Magos de la Risa, núm. 33);
- 1951 Leovigildo Viruta: Una novia de cuidado (Magos de la Risa, núm. 38).[2]

En 1949 había empezado también a publicarse en "Super Pulgarcito", pero al igual que muchas de las primeras criaturas del autor, pronto quedó eclipsado por el fenomenal éxito de Doña Urraca, creada en 1948.